# Kriechenwil
Kriechenwil (do 1959 Dicki) – gmina (niem. Einwohnergemeinde) w Szwajcarii, w kantonie Berno, w regionie administracyjnym Bern-Mittelland, w okręgu Bern-Mittelland.
Gmina po raz pierwszy została wspomniana w dokumentach w 1353 roku jako Digki. Do 1959 roku gmina była znana pod nazwą Dicki.

## Demografia
W Kriechenwil 31 grudnia 2020 roku mieszkało 441 osób. W 2020 roku 6,3% populacji gminy stanowiły osoby urodzone poza Szwajcarią.
W 2000 roku 96,6% populacji mówiło w języku niemieckim, a 1,7% w języku francuskim.

Zmiany w liczbie ludności są przedstawione na poniższym wykresie: